# Tanglewood

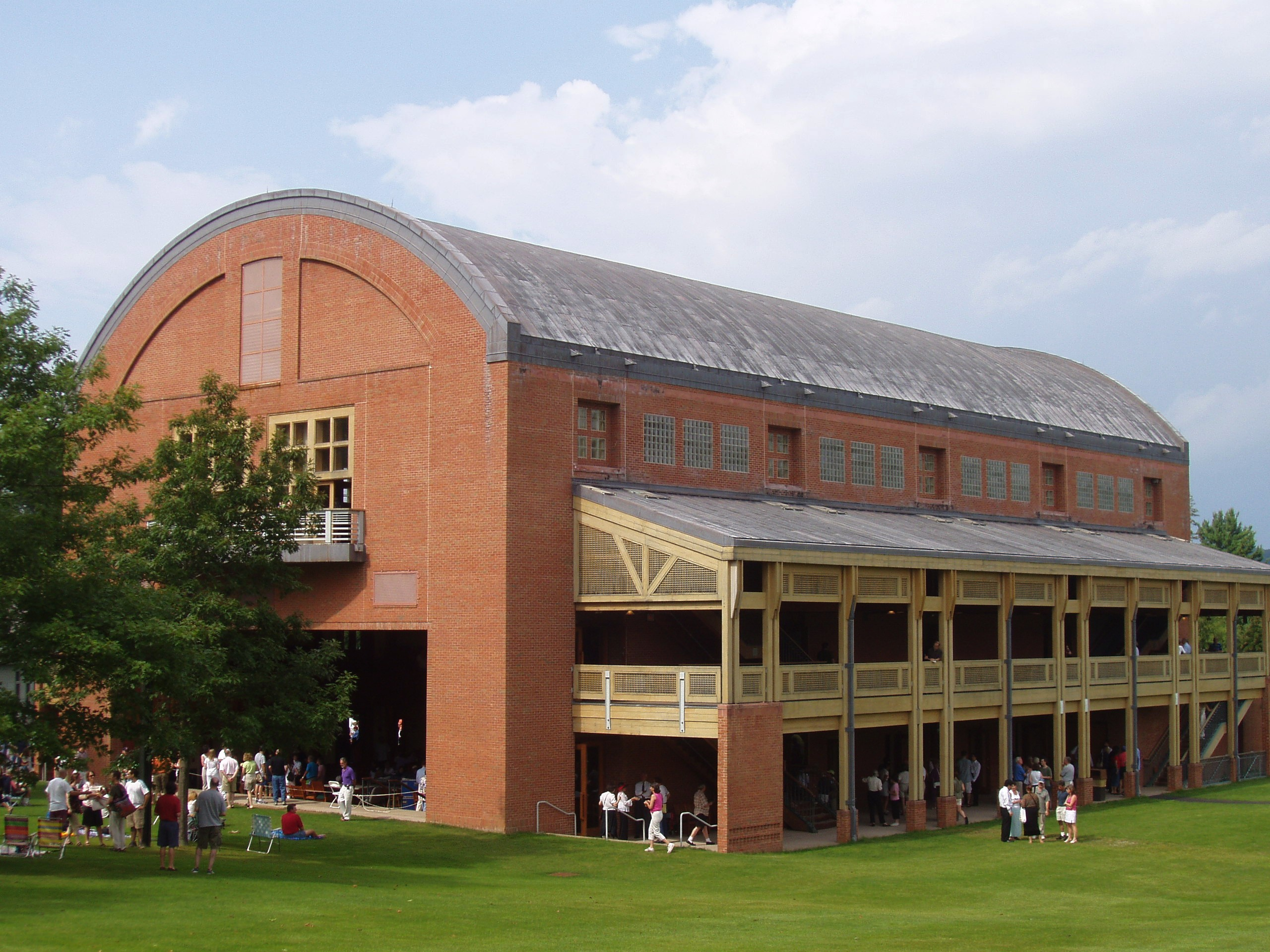
Seiji Ozawa Hall, Tanglewood.

Tanglewood is een landgoed en een muziekinstituut in Lenox en Stockbridge (Massachusetts, Verenigde Staten) en is de thuisbasis van het Tanglewood Music Festival en het Tanglewood Jazz Festival. Het Boston Symphony Orchestra (“BSO”) resideert er ‘s zomers sinds 1937.

## Historie
De concerten in Tanglewood gaan terug tot 1936, toen het Boston Symphony Orchestra de eerste concerten in the Berkshires gaf. De eerste concertserie werd in een tent gehouden en bezocht door in totaal 15.000 mensen (verdeeld over drie concerten). In datzelfde jaar schonk Mary Aspinwall Tappan (afstammeling van de koopman William F. Sturgis en voorstander van de afschaffing van de slavernij Lewis Tappan) het zomerverblijf van de familie, Tanglewood, aan het orkest.

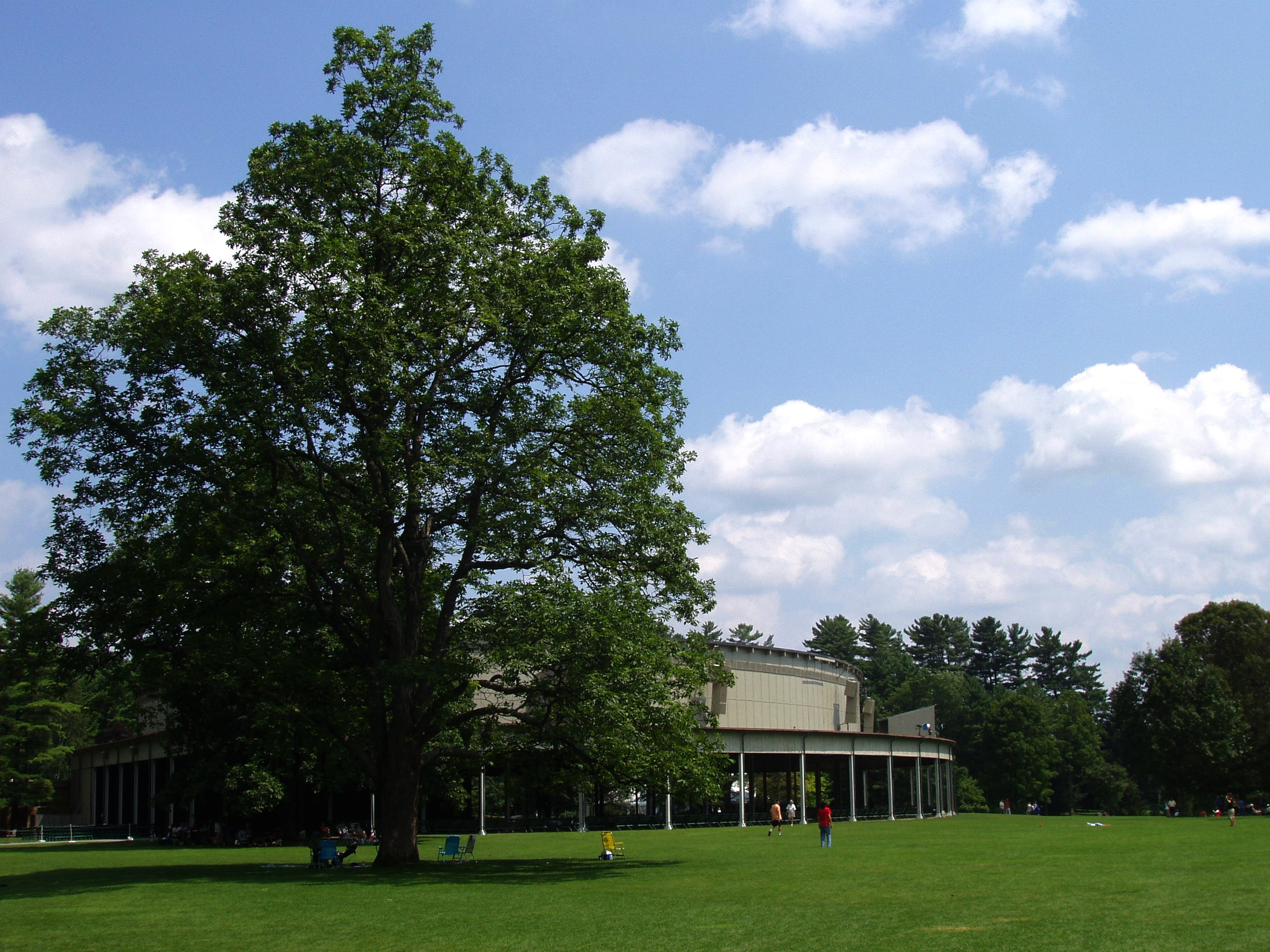
Tanglewood Music Shed en gazon.

In 1937 organiseerde het BSO er een compleet Beethoven-programma. In 1938 werd de Shed gebouwd; dit gaf het BSO met 5.100 plaatsen een permanente openluchtlocatie om in op te treden. Twee jaar later organiseerde Serge Koussevitzky er tijdens de zomer een opleiding voor ongeveer 300 jonge musici, inmiddels bekend als het Tanglewood Music Center (en voorheen als het Berkshire Music Center).
Het Boston Symphony Orchestra heeft er sindsdien elke zomer, behalve in de jaren 1942-45, opgetreden in de Koussevitzky Music Shed. De Shed werd in 1959 naar akoestisch ontwerp van BBN Technologies gerenoveerd. In 1986 verwierf het BSO het naastgelegen Highwood estate, waardoor het grondgebied met zo’n 40% toenam. Op dit nieuwe terrein werd de Seiji Ozawa Hall (1994) gebouwd.

## Jonge musici
Naast het organiseren van een van de meest bekende festivals voor klassieke, jazz, en populaire muziek, wordt er ook muzikale vorming gegeven door het Boston University Tanglewood Institute (BUTI) en het Tanglewood Music Center. 
In de begintijden werd er lesgegeven door onder meer Aaron Copland, Paul Hindemith en Olivier Messiaen. Koussevitzky gaf er dirigeerlessen. Onder zijn studenten waren Leonard Bernstein en Lukas Foss. In 1942 voerde Bernstein er zijn allereerste compositie ("Sonata for Clarinet and Piano") uit. Andere studenten waren Luciano Berio en Alan Hovhaness.